# Саадет Озкан
Саадет Озкан (тур. Saadet Özkan; нар. 1978, Ізмір — турецька правозахисниця та активістка з гендерної політики.

## Життєпис
Саадет Озкан колишня вчителка початкової школи. Вона стала найбільш впливовим захисником дітей — жертв, які постраждали від жорстокого поводження. Саадет отримала ступінь бакалавра зі зв'язків з громадськістю, а також комунікацій в Анатолійському університетів Ескішехірі в 1995 році. Потім ступінь із викладання в 2004 році. Саадет Озкан навмисне вирішила працювати в сільській школі, вважаючи, що саме так принесе найбільшу користь суспільству. Після виявлення у школі десятирічної форми навчання картини сексуального насильства по відношенню до дітей, вона змусила поліцію відкрити кримінальну справу, принципово і наполегливо намагаючись довести розслідування справи до логічного завершення. Коли серйозна автомобільна аварія змусила її лежати в ліжку кілька місяців, вона організувала підтримку дітей Асоціацією адвокатів Ізміру та Турецькою конфедерацією жіночих асоціацій, які допомогли просунути справу вперед. Зараз Саадет є приватним консультантом, вона все ще підтримує жертв насильства та їхню справу, і сподівається створити НУО, яка буде боротися проти жорстокого поводження з дітьми.